# Sei Nazioni 2025
Il Sei Nazioni 2025 (in inglese 2025 Six Nations Championship; in francese Tournoi des Six Nations 2025; in gallese Pencampwriaeth y Chwe Gwlad 2025) fu la 26ª edizione del torneo annuale di rugby a 15 tra le squadre nazionali di Francia, Galles, Inghilterra, Irlanda, Italia e Scozia, nonché la 131ª in assoluto considerando anche le edizioni dell'Home Nations Championship e del Cinque Nazioni.
Noto per motivi di sponsorizzazione come 2025 Men's Guinness Six Nations a seguito di accordo di partnership commerciale con il birrificio irlandese Guinness, si tenne dal 31 gennaio al 15 marzo 2025.
Terminati i vincoli olimpici, lo Stade de France, dopo la parentesi del 2024, tornò alle funzioni di impianto interno della nazionale francese.
Per la seconda edizione consecutiva Andrea Piardi, primo italiano di sempre ad arbitrare nel torneo, fu designato come direttore, in occasione dell'incontro della quarta giornata tra Scozia e Galles a Edimburgo.
La vittoria finale andò alla Francia, al suo ventisettesimo successo.
A contendere il titolo ai Bleus furono Inghilterra e Irlanda: le tre contendenti giunsero all'ultima giornata con tre vittorie e una sconfitta a testa (maturata negli incontri diretti: l'Irlanda batté l'Inghilterra e quest'ultima la Francia la quale fu poi corsara a Dublino).
Ciascuna di esse rispettò i pronostici: gli irlandesi battendo l'Italia a Roma seppure a fatica (22-17, che permise agli Azzurri il punto di bonus difensivo), gli inglesi in maniera prorompente, infliggendo ai gallesi a Cardiff la più pesante sconfitta interna della loro storia (14-68)), mentre i francesi, dopo avere concesso qualcosa alla Scozia e averla lasciata in partita per quasi tutto il primo tempo, chiuse la pratica nella ripresa e tornò al titolo dopo 3 anni.
L'ultima giornata del torneo registrò anche ritiri internazionali di prestigio: a Roma disputarono il loro ultimo incontro gli irlandesi Cian Healy, Conor Murray and Peter O’Mahony (dopo rispettivamente 137, 125 e 114 match per il loro Paese più altre presenze per i British Lions) mentre, a livello statistico, la Francia registrò il record di 30 mete realizzate in una singola edizione di torneo, battendo il precedente primato inglese del 2001.
Il citato Galles, infine, oltre ad avere subito la sua peggiore sconfitta interna di sempre, non solo nel torneo, chiuse il suo secondo Sei Nazioni consecutivo senza vittorie, circostanza mai verificatasi in precedenza e, più in generale, terminò la competizione conseguendo il record negativo di diciassette sconfitte internazionali consecutive: nella sconfitta a Roma contro l'Italia i Dragoni ritoccarono al ribasso il record detenuto in precedenza proprio dagli Azzurri con 13.
Il valore delle marcature, come stabilito da World Rugby nel 2017, è: 5 punti per ciascuna meta (7 se trasformata), 7 punti per la meta tecnica, 3 punti per la realizzazione di ciascun calcio piazzato, idem per il drop.

## Nazionali partecipanti e sedi
| Squadra     | Città       | Impianto interno   |
| ----------- | ----------- | ------------------ |
| Francia     | Saint-Denis | Stade de France    |
| Galles      | Cardiff     | Millennium Stadium |
| Inghilterra | Londra      | Twickenham         |
| Irlanda     | Dublino     | Aviva Stadium      |
| Italia      | Roma        | Stadio Olimpico    |
| Scozia      | Edimburgo   | Murrayfield        |

## Risultati

### 1ª giornata
| Arbitro: | Paul Williams |

|                                                                                       |    |  |
| Attissogbé 18’, 34’ Bielle-Biarrey 23’, 40+1’ Marchand 55’ Gailleton 68’ Alldritt 78’ | mt |  |
| Ramos 18’, 23’, 34’, 40+1’                                                            | tr |  |

| Arbitro: | Karl Dickson |

|                                             |      |                          |
| Darge 4’ H. Jones 9’, 61’, 66’ B. White 29’ | mt   | 46’ Brex                 |
| Russell 4’, 9’, 61’                         | tr   | 46’ Allan                |
|                                             | c.p. | 21’, 24’, 39’, 44’ Allan |

| Arbitro: | Ben O’Keeffe |

|                                                |      |                                      |
| Gibson-Park 35’ Aki 52’ Beirne 64’ Sheehan 72’ | mt   | 9’ Murley 76’ T. Curry 80+2’ Freeman |
| Crowley 64’, 72’                               | tr   | 9’, 80+2’ M. Smith                   |
| Prendergast 56’                                | c.p. | 40+1’ M. Smith                       |

### 2ª giornata
| Arbitro: | Matthew Carley |

|                              |      |                            |
| Capuozzo 20’                 | mt   | 69’ Wainwright 79’ tecnica |
| Allan 20’                    | tr   |                            |
| Allan 7’, 29’, 34’, 61’, 74’ | c.p. | 17’ B. Thomas              |

| Arbitro: | Nik’a Amashuk’eli |

|                                                 |      |                                    |
| O. Lawrence 36’ Freeman 58’ Baxter 70’ Daly 79’ | mt   | 30’, 75’ Bielle-Biarrey 61’ Penaud |
| M. Smith 36’ F. Smith 70’, 79’                  | tr   | 30’, 75’ Ramos                     |
|                                                 | c.p. | 50’, 56’ Ramos                     |

| Arbitro: | James Doleman |

|                               |      |                                      |
| v.d. Merwe 40+1’ B. White 76’ | mt   | 8’ Nash 31’ Doris 54’ Lowe 59’ Conan |
| Kinghorn 76’                  | tr   | 8’, 31’, 54’ Prendergast             |
| Kinghorn 43’, 49’             | c.p. | 23’, 70’ Prendergast                 |

### 3ª giornata
| Arbitro: | Christophe Ridley |

|                       |      |                                     |
| Morgan 40’ Rogers 43’ | mt   | 7’ Conan 56’ Osborne                |
| Anscombe 40’          | tr   | 8’ Prendergast                      |
| Anscombe 23’, 35’     | c.p. | 21’, 49’, 67’, 70’, 78’ Prendergast |

| Arbitro: | Pierre Brousset |

|                                |      |                                   |
| Freeman 9’                     | mt   | 4’ White 19’ Jones 79’ v.d. Merwe |
| M. Smith 9’                    | tr   |                                   |
| M. Smith 56’, 67’ F. Smith 70’ | c.p. |                                   |

| Arbitro: | Karl Dickson |

|                                        |      | |
| Menoncello 11’ Brex 28’ P. Garbisi 61’ | mt   | 14’ Guillard 21’ Mauvaka 24’, 54’ Dupont 30’ Boudehent 39’, 65’ Barré 45’ Alldritt 50’ Bielle-Biarrey 76’ Attissogbé 80’ Barassi |
| Allan 11’, 28’ P. Garbisi 61’          | tr   | 14’, 21’, 24’, 30’, 39’, 45’, 54’, 65’ Ramos 76’ Lucu                                                                            |
| Allan 18’                              | c.p. | |

### 4ª giornata
| Arbitro: | Angus Gardner |

|                                   |      |                                                            |
| Sheehan 43’ Healy 77’ Conan 80+1’ | mt   | 21’, 50’ Bielle-Biarrey 47’ Boudehent 59’ Jegou 75’ Penaud |
| Prendergast 43’, 77’, 80+1’       | tr   | 47’, 50’, 59’, 75’ Ramos                                   |
| Prendergast 35’, 40+3’            | c.p. | 36’, 56’, 68’ Ramos                                        |

| Arbitro: | Andrea Piardi |

|                                             |      |                                                  |
| Kinghorn 5’, 49’ Jordan 11’, 33’ Graham 27’ | mt   | 24’ Murray 62’ Thomas 69’ Williams 80’ Llewellyn |
| F. Russell 5’, 11’, 27’, 33’, 49’           | tr   | 62’, 69’, 80’ J. Evans                           |
|                                             | c.p. | 3’ Anscombe                                      |

| Arbitro: | Andrew Brace |

|                                                                               |      |                                          |
| Willis 4’ Freeman 27’ Sleightholme 35’, 53’ M. Smith 44’ Curry 47’ Earl 80+1’ | mt   | 14’ Capuozzo 31’ Vintcent 71’ Menoncello |
| F. Smith 4’, 27’, 35’, 44’, 47’, 53’                                          | tr   | 14’, 31’, 71’ P. Garbisi                 |
|                                                                               | c.p. | 38’ P. Garbisi                           |

### 5ª giornata
| Arbitro: | Luke Pearce |

|                      |      |                                  |
| Ioane 12’ Varney 63’ | mt   | 24’ Keenan 40’, 47’, 58’ Sheehan |
| Allan 12’, 63’       | tr   | 24’ Crowley                      |
| Allan 33’            | c.p. |                                  |

| Arbitro: | Nic Berry |

|                           |    | |
| B. Thomas 31’, 77’        | mt | 3’ Itoje 10’ Roebuck 34’ Freeman 38’, 80+2’ Cunningham-South 40’ Stuart 55’ Mitchell 67’, 79’ Pollock 70’ Heyes |
| Anscombe 31’ J. Evans 77’ | tr | 3’, 10’, 34’, 38’, 55’ F. Smith 67’, 70’, 79’, 80+2’ M. Smith                                                   |

| Arbitro: | Matthew Carley |

|                                               |      |                       |
| Moefana 18’, 62’ Bielle-Biarrey 43’ Ramos 57’ | mt   | 29’ Graham            |
| Ramos 18’, 43’, 57’                           | tr   | 29’ Russell           |
| Ramos 4’, 26’, 39’                            | c.p. | 21’, 36’, 51’ Russell |

## Classifica
| Pos | Squadra     | G | V | N | P | PF  | PS  | DP   | BMP | Pt |
| --- | ----------- | - | - | - | - | --- | --- | ---- | --- | -- |
| 1   | Francia     | 5 | 4 | 0 | 1 | 218 | 93  | +125 | 5   | 21 |
| 2   | Inghilterra | 5 | 4 | 0 | 1 | 179 | 105 | +74  | 4   | 20 |
| 3   | Irlanda     | 5 | 4 | 0 | 1 | 135 | 117 | +18  | 3   | 19 |
| 4   | Scozia      | 5 | 2 | 0 | 3 | 115 | 131 | −16  | 3   | 11 |
| 5   | Italia      | 5 | 1 | 0 | 4 | 106 | 188 | −82  | 1   | 5  |
| 6   | Galles      | 5 | 0 | 0 | 5 | 76  | 195 | −119 | 3   | 3  |